# Яманаки
Ямана́ки (рос. Яманаки, чув. Яманак) — присілок у складі Красноармійського району Чувашії, Росія. Входить до складу Ісаковського сільського поселення.
Населення — 472 особи (2010; 593 у 2002).
Національний склад:
- чуваші — 99 %